# Dunaszentgyörgy
Dunaszentgyörgy är en ort i Ungern.   Den ligger i provinsen Tolna, i den sydvästra delen av landet, 110 km söder om huvudstaden Budapest. Antalet invånare är 2 624.